# Rangitata
Rangitata is een spinnengeslacht uit de familie Desidae. De enige soort, Rangitata peelensis, komt voor in Nieuw-Zeeland.